# Barentin (Sena Marítimo)
Barentin es una comuna francesa, situada en el departamento de Sena Marítimo en la región de Alta Normandía.

## Administración
| Período       | Identidad     | Partido | Autoridad            |
| ------------- | ------------- | ------- | -------------------- |
| 1881-1908     | Auguste Badin |         | Industrial           |
| 1936          | Neveu         |         |                      |
| 1945-1974     | André Marie   | Radical | Abogado              |
| 1974-1989     | Gaston Sanson | UDF     | Profesor de primaria |
| marzo de 1989 | Michel Bentot | PRG     | Profesor de primaria |

## Demografía
| 1 510 | 1 900 | 1 859 | 1 438 | 2 502 | 2 164 | 3 018 | 3 073 | 2 671 | 3 072 | 3 290 | 2 729 | 3 172 | 3 743 | 4 275 | 4 418 | 5 082 | 5 570 | 6 039 | 6 201 | 6 299 | 6 251 | 5 989 | 5 490 | 5 279 | 6 371 | 7 962 | 9 790 | 10 773 | 12 364 | 12 721 | 12 836 | 12 321 |
| Para los censos de 1962 a 1999 la población legal corresponde a la población sin duplicidades (Fuente: INSEE [Consultar]) |       |       |       |       |       |       |       |       |       |       |       |       |       |       |       |       |       |       |       |       |       |       |       |       |       |       |       |        |        |        |        |        |

## Personalidades nacidas en la comuna
- André Marie, (1897-1974).
- Père Jacques, (1900-1945).

## Actividades económicas, espectáculos culturales y asociativos
- Centre commercial du Mesnil Roux